# Jutaí
Jutaií je rijeka u državi Amazonas, na sjeverozapadu Brazila. 

## Tok
Rijeka teče kroz ekoregiju Vlažne šume Juruá-Purus.> Rijeka Jutaí teče sjeveroistočno prije nego što dosegne ušće na južnoj obali rijeke Amazone (sekcija Solimões). Zapadno je od rijeke Juruá i otprilike je paralelna s donjim tokom ove rijeke. 
Rezervat održivog razvoja Cujubim, osnovan 2003. godine, nalazi se s obje strane rijeke u općini Jutaí. To je najveća zaštitna jedinica u državi Amazonas i najveći rezervat održivog razvoja na svijetu. Dalje nizvodno, rijeka čini granicu između rezervata Rio Juta, osnovanog 2002. godine, na jugoistoku i ekološke stanice Jutaí-Solimões na sjeverozapadu.